# Мэ
Мэ (или Ме) — в шумерской мифологии — таинственные и могущественные божественные силы. Считалось, что эти силы управляют ходом развития мира, всеми божественными и земными институтами. Силами «мэ» могли обладать как боги, так и их храмы и даже целые города. При этом «мэ» могли покидать их обладателя, воплощаться в предметном виде, сохраняя при этом свои свойства. В религиозно-этической системе шумеров «мэ» составляли наиважнейшую часть.
Также под «мэ» часто понимались данные людям свыше основы морали, регулирующие отношение людей с богами и между собой.

## Этимология
Этимология шумерского слова «мэ» близка к глаголу «быть», также его можно перевести как «сущность».

## Происхождение
Шумеры считали, что «мэ» (в значении морального кодекса) были переданы людям богами через своих посредников — семерых мудрецов Абгаллу, которые также обучили людей ремеслам и искусствам. Эти мудрецы были созданиями-помощниками бога мудрости Энки, который, в свою очередь, получил «мэ» от Энлиля. Об этом, в частности, упоминается в мифе «Энки и мировой порядок».

## Упоминания в мифах и легендах
Упоминания «мэ» содержатся в мифе «Инанна и Энки». В этом мифе «мэ» предстаёт как обязательный атрибут богов, причём каждый бог обладает им в разной мере. Но сохранились косвенные свидетельства об архаичном боге Энмешарре — «господине всех мэ». Также в мифах упоминаются особые «мэ» подземного мира — установления, которые нельзя было изменить и которым должны были подчиняться все его обитатели.
В одном из мифов названо более ста «мэ», из которых в настоящее время удалось прочесть и расшифровать меньше половины. Здесь такие понятия, как правосудие, героизм, мудрость, справедливость, прямота (честность), доброта, мир, победа, вражда, ложь, страх, сетование, разрушение городов, потоп, усталость, раздоры; «профессионально-ремесленнические»: ремесло строителя, ремесло кожевенника, ремесло корзинщика, ремесло кузнеца, искусство обработки металлов; наименования или символы власти: царский трон, возвышенная и вечная корона и др.; жреческие должности и понятия, связанные с верой и культом: возвышенное святилище, нисхождение в подземное царство, восхождение из подземного царства, оплакивание. Названы в этом перечне искусство и боевое знамя, проституция и священное очищение, музыкальные инструменты и искусство писца.

## Упоминания в других культурах
Возможно, из шумерского понятия «мэ» развились аккадские представления о таблицах судеб.